# Gesteira
Gesteira est une ancienne freguesia du Portugal, appartenant à la municipalité de Soure (district de Coimbra, région Centre). Elle avait une superficie de 13,3 km2 et, en 2011, une population de 974 habitants.
Cette freguesia a été supprimée lors de la réorganisation administrative de 2012-2013, son territoire étant désormais intégré à l'Union des freguesias de Gesteira et Brunhós (pt).